# Kyrylo Prychodko
Kyrylo Mychajlowytsch Prychodko (ukrainisch Кирило Михайлович Приходько; * 8. Juni 2001) ist ein ukrainischer Leichtathlet, der sich auf den Sprint spezialisiert hat.

## Sportliche Laufbahn
Erste internationale Erfahrungen sammelte Kyrylo Prychodko im Jahr 2018, als er bei den U18-Europameisterschaften in Győr im 200-Meter-Lauf mit 21,91 s im Halbfinale ausschied. 2021 schied er bei den U23-Europameisterschaften in Tallinn mit 21,43 s ebenfalls in der ersten Runde aus und gewann mit der ukrainischen 4-mal-100-Meter-Staffel in 39,45 s die Bronzemedaille hinter den Teams aus Deutschland und Spanien.
In den Jahren 2020 und 2021 wurde Prychodko ukrainischer Hallenmeister im 200-Meter-Lauf.

## Persönliche Bestzeiten
- 100 Meter: 10,55 s (−2,8 m/s), 12. Juni 2021 in Erzurum
  - 60 Meter (Halle): 6,87 s, 10. Februar 2021 in Sumy
- 200 Meter: 21,21 s (+1,0 m/s), 13. August 2020 in Luzk
  - 200 Meter (Halle): 21,60 s, 12. Februar 2021 in Sumy